# USA i olympiska sommarspelen 1972
USA deltog i olympiska sommarspelen 1972 i München, Västtyskland med 400 deltagare i 21 sporter. Totalt vann de trettiotre guld, trettioen silver och trettio bronsmedaljer. Friidrottaren Olga Connolly var USA:s fanbärare vid invigningsceremonien.